# Bochas en los Juegos Paralímpicos
Las bochas adaptadas fueron incluidas en los Juegos Paralímpicos de Verano desde la séptima edición que se celebró en Nueva York (Estados Unidos) y Stoke Mandeville (Reino Unido) en 1984.

## Ediciones
| N.º  | Año  | Sede                        | País                       |
| ---- | ---- | --------------------------- | -------------------------- |
| I    | 1984 | Nueva York Stoke Mandeville | Estados Unidos Reino Unido |
| II   | 1988 | Seúl                        | Corea del Sur              |
| III  | 1992 | Barcelona                   | España                     |
| IV   | 1996 | Atlanta                     | Estados Unidos             |
| V    | 2000 | Sídney                      | Australia                  |
| VI   | 2004 | Atenas                      | Grecia                     |
| VII  | 2008 | Pekín                       | China                      |
| VIII | 2012 | Londres                     | Reino Unido                |
| IX   | 2016 | Río de Janeiro              | Brasil                     |
| X    | 2020 | Tokio                       | Japón                      |
| XI   | 2024 | París                       | Francia                    |

## Medallero histórico
- Actualizado hasta París 2024.[2]

| Núm. | País                          | Oro | Plata | Bronce | Total |
| ---- | ----------------------------- | --- | ----- | ------ | ----- |
| 1    | Corea del Sur (KOR)           | 11  | 8     | 7      | 26    |
| 2    | Portugal (POR)                | 9   | 10    | 8      | 27    |
| 3    | Hong Kong (HKG)               | 7   | 4     | 1      | 12    |
| 4    | Reino Unido (GBR)             | 6   | 5     | 3      | 14    |
| 5    | Tailandia (THA)               | 6   | 3     | 5      | 14    |
| 6    | Brasil (BRA)                  | 6   | 1     | 4      | 11    |
| 7    | España (ESP)                  | 5   | 7     | 7      | 19    |
| 8    | Irlanda (IRL)                 | 3   | 1     | 2      | 6     |
| 9    | Eslovaquia (SVK)              | 3   | 1     | 0      | 4     |
| 10   | República Popular China (CHN) | 2   | 4     | 1      | 7     |
| 11   | Estados Unidos (USA)          | 2   | 2     | 3      | 7     |
| 12   | Grecia (GRE)                  | 1   | 3     | 3      | 7     |
| 13   | Dinamarca (DEN)               | 1   | 3     | 2      | 6     |
| 14   | Canadá (CAN)                  | 1   | 2     | 5      | 8     |
| 15   | Japón (JPN)                   | 1   | 2     | 3      | 6     |
| 16   | Colombia (COL)                | 1   | 1     | 1      | 3     |
| 16   | República Checa (CZE)         | 1   | 1     | 1      | 3     |
| 18   | Francia (FRA)                 | 1   | 0     | 0      | 1     |
| 19   | Australia (AUS)               | 0   | 2     | 2      | 4     |
| 19   | Indonesia (INA)               | 0   | 2     | 2      | 4     |
| 21   | Noruega (NOR)                 | 0   | 1     | 1      | 2     |
| 22   | Malasia (MAS)                 | 0   | 1     | 0      | 1     |
| 22   | Nueva Zelanda (NZL)           | 0   | 1     | 0      | 1     |
| 22   | Países Bajos (NED)            | 0   | 1     | 0      | 1     |
| 22   | Singapur (SGP)                | 0   | 1     | 0      | 1     |
| 26   | Bélgica (BEL)                 | 0   | 0     | 2      | 2     |
| 27   | Argentina (ARG)               | 0   | 0     | 1      | 1     |
| 27   | Hungría (HUN)                 | 0   | 0     | 1      | 1     |
| 27   | RPC (RPC)                     | 0   | 0     | 1      | 1     |
| 27   | Ucrania (UKR)                 | 0   | 0     | 1      | 1     |
|      | TOTAL                         | 67  | 67    | 67     | 201   |